# شیمی غیرحرفه‌ای
شیمی غیرحرفه‌ای (به انگلیسی: Amateur chemistry) یا شیمی در خانه (به انگلیسی: home chemistry) دنبال کردن دانش شیمی به عنوان یک سرگرمی شخصی است. نباید شیمی غیرحرفه‌ای را با شیمی پنهانی اشتباه گرفت. در این شیمی افراد به صورت پنهانی به ساخت گونه‌های مختلف دارو با درصد کنترل شده از مواد مخدر یا دیگر مواد می‌پردازند.[a] از شیمی‌دان‌های غیرحرفه‌ای مهم می‌توان به اولیور ساکس و سر ادوارد الگار اشاره کرد.

## گذشته
گذشتهٔ شیمی غیرحرفه‌ای و تاریخ شیمی با هم مشترک اند. به عبارت دیگر پیشگامان در دانش شیمی مانند رابرت بویل و آنتوان لاووازیه همگی از کسانی بودند که از تحقیقات خود هیچ درآمدی نداشتند و این مطالعه و تحقیق تنها به عنوان یک سرگرمی برای آن‌ها بود. تنها پس از انقلاب صنعتی و گسترش دانشگاه‌ها به عنوان مرکزهای تحقیقاتی بود که تفاوت آشکاری میان دانشمندان حرفه‌ای و غیرحرفه‌ای ایجاد شد. با این حال پیشرفت دانشمندان غیرحرفه‌ای تا سدهٔ ۱۹ میلادی نیز ادامه داشت. برای نمونه در سال ۱۸۸۶ چارلز مارتین هال فرایند جداسازی آلومینیم از اکسید آن را در میان کارهای روزانهٔ خود در انبار چوب پشت خانه‌اش بدست آورد.

### شیمی به عنوان سرگرمی
در سدهٔ ۲۰ میلادی شیمی به عنوان یک سرگرمی درآمده‌است و در همین ارتباط آزمایشگاه‌ها و مرکزهای فروش وسایل مورد نیاز آزمایش نیز فراهم شده‌است. برای نمونه لینوس پاولینگ در سن یازده سالگی هیچ مشکلی برای تهیهٔ پتاسیوم سیانید نداشت. با این حال به دلیل بیشتر شدن توجه به بحث تروریسم، مواد مخدر و حفظ امنیت، سازندگان این مواد علاقه‌ای به فروش مواد شیمیایی به شیمی دانان غیرحرفه‌ای نشان نمی‌دهند. در نتیجه امکانات مجموعه‌های شیمی پایین آمده و دسترسی به مواد شیمیایی بسیار کمتر از گذشته شده‌است و موادی مانند واکنشگرهای ناب از دسترس افراد به دور قرار گرفته‌اند.

## شیمی دانان غیرحرفه‌ای پرآوازه
- وینت سرف یکی از پدران اینترنت، گوردون مور یکی از بنیانگذاران شرکت اینتل و دیوید پاکارد یکی از ایجادکنندگان شرکت هیولت پاکارد، همگی در گذشته از شیمیدانان غیرحرفه‌ای بودند.[۱]
- عصب‌شناس بریتانیایی اولیور ساکس در جوانی یک شیمیدان غیرحرفه‌ای بود همانگونه که در دفترچه خاطراتش خود را توصیف کرده‌است بر آن نام «خاطرات یک پسربچهٔ شیمیدان» را گذاشته‌است.[۲]
- لینوس پاولینگ برندهٔ جایزهٔ نوبل شیمی در جوانی شیمی را به صورت غیرحرفه‌ای تجربه می‌کرد.[۸]
- ولفرم ریسرچ از بنیانگذاران شرکت تئودور گری از کسانی بود که در جوانی به صورت غیرحرفه‌ای به شیمی علاقه نشان می‌داد و به جمع‌آوری عنصرهای شیمیایی می‌پرداخت.[۹] وی بعدها جایزهٔ ایگ‌نوبل را در شیمی دریافت کرد[۱۰] و او همواره از آن به عنوان یک افتخار بزرگ یاد می‌کرد.[۱۱] وی در مجلهٔ پاپیولار ساینس یک ستون می‌نویسد و در آن از تجربه‌های شخصی خود در زمینهٔ شیمی در خانه می‌گوید.[۱۲]
- هومر هیکخم، موشک‌ساز غیرحرفه‌ای (Amateur rocketeer) و بعدها مهندس ناسا، به همراه دوستانش توانست با ابزاری که در خانه در دسترس داشت موشک‌های کوچک تولید کند. او برای این کار از شوره یا نیترات پتاسیم، شکر و زینکوشاین استفاده کرد. زینکوشاین خود از ترکیب روی، گوگرد و اتانول درست شده‌است.[۱۳]
- سر ادوارد الگار در پشت باغچه اش یک آزمایشگاه کوچک شیمی ساخته بود و در آن جا تجربه می‌کرد.[۳]

## محدودیت‌ها

### کانادا
در کانادا بخش گسترده‌ای از واکنشگرهای ناب مانند نیتریک اسید و آب اکسیژنه به دلیل انفجاری بودن، ممنوع است.

### آلمان
در آلمان به شیمیدان‌های غیرحرفه‌ای یورش برده شد تا مبادا مواد شیمیایی غیرمجاز با خود داشته باشند.

## یادداشت
- a. ^  The terms "amateur chemistry" and "clandestine chemistry" are not rigidly defined, and may depend upon context. For clarity, this article defines "amateur chemistry" to be the practice of chemistry as a hobby, and not as the means to an illegal end.
- b. ^  The legal status of amateur chemistry per se is somewhat ambiguous. Whilst there appears to be no legislation explicitly banning the activity, there is also little evidence to confirm its legality.